# Mrazové srázy u Lazen
Mrazové srázy u Lazen je přírodní památka na Šumavě (Šumavské pláně) jižně od obce Strašín v okrese Klatovy. Chráněné území se nalézá na jihovýchodním okraji místní části zvané Lazny, na ssz. úbočí vrchu U Valcháře (711 m). Přírodní památka je v péči Krajského úřadu Plzeňského kraje. Mrazové sruby s mrazovým srázem u Lazen byly prohlášeny chráněným územím již ve třicátých letech 20. století zásluhou geomorfologa Josefa Kunského, rodáka z nedaleké Sušice.

## Předmět ochrany
Důvodem ochrany je dokonale vyvinutý mrazový sráz s kamenným mořem, geomorfologickým prvkem charakteristickým pro vývoj Šumavy.
Chráněné území bylo zřízeno usnesením rady někdejšího Okresního národního výboru v Klatovech 8. dubna 1976. Jeho rozloha je 1,86 hektaru a rozprostírá se v nadmořské výšce mezi 625 a 670 m n. m. 